# Sinagoga de Riga
La Sinagoga de Riga (en letó: Rīgas sinagoga) o la Sinagoga de Peitav (en letó: Peitavas iela), es troba a Letònia en la ciutat de Riga. Aquesta sinagoga va poder sobreviure a la destrucció durant l'ocupació del país per les forces del Tercer Reich.
Després de la independència de Letònia i el final de la Unió Soviètica, el temple ha estat renovat, és l'única sinagoga que funciona actualment en la petita comunitat jueva de Riga. Està dirigida pel rabí ortodox estatunidenc-israelià. Mordehay Glazman, i pel rabí Shneur Zalman Kot.

## Història

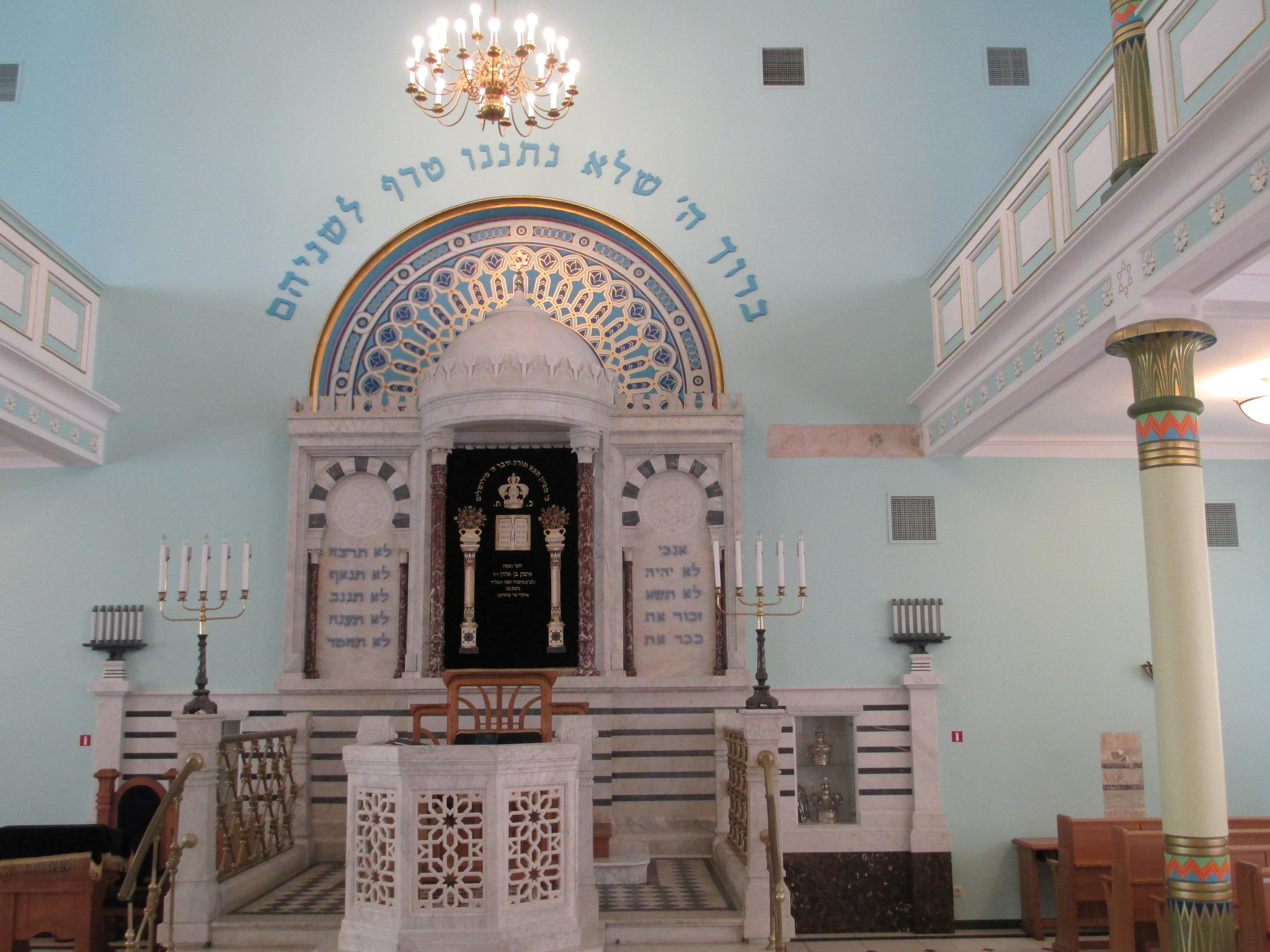
Interior de la sinagoga

La sinagoga va ser construïda entre els anys 1903-1905, fou dissenyada per l'arquitecte Wilhelm Neumann en un estil arquitectònic conegut com a art nouveau. Quan les altres sinagogues de Riga van ser cremades el 1941 pels nazis i els seus col·laboradors letons, la sinagoga de Riga va ser l'única que va sobreviure a causa de la seva ubicació en el barri vell, al costat d'altres edificis. Posteriorment, durant la Segona Guerra Mundial, la sinagoga va ser utilitzada com a magatzem.

### Restauració
La restauració del temple, ha estat finançada per la Unió Europea i pel Govern de Letònia, i es va completar el 2009. La cerimònia d'inauguració va comptar amb la presència del president de Letònia, Valdis Zatlers, i el primer ministre Valdis Dombrovskis, així com el ministre israelià d'Afers de la Diàspora, Yuli-Yoel Edelstein. És un centre de la comunitat jueva de Letònia i ha estat reconegut pel govern letó com un monument arquitectònic d'importància nacional.